# Das Staatswesen der Lakedämonier
Das Staatswesen der Lakedämonier (altgriechisch Λακεδαιμονίων Πολιτεία) ist die älteste bekannte Schrift über die Verfassung der Spartaner. Neben Plutarchs Lykurg-Vita kann Das Staatswesen der Lakedämonier als die wichtigste Quelle zur spartanischen Verfassung und Gesellschaft gelten.

## Zum Verfasser
Das Werk wird seit der Antike Xenophon zugeschrieben, doch wurde diese Zuordnung mitunter bezweifelt. Die Mehrheit der Forscher nimmt derzeit aber an, dass Xenophon tatsächlich der Verfasser des – recht kurzen – Textes ist.
Motiv des Autors ist, wie er im Einleitungskapitel schreibt, die Beantwortung der Frage, wieso ein Staat mit einer so geringen Anzahl an Vollbürgern wie Sparta zur mächtigsten und berühmtesten Stadt in Griechenland werden konnte.

## Inhalt und Gliederung
Xenophons Antwort auf die von ihm aufgestellte Fragestellung folgt sogleich. Verantwortlich für den Erfolg Spartas sei die Verfassung des mythischen Gesetzgebers Lykurgs. Wie diese Gesetze das Leben der Lakedämoniern zur Lebenszeit Xenophons regelten, beschreibt er in 15 Kapiteln. Die Kapitel besitzen häufig die Form eines Vergleichs, in dem das Leben und die Vorschriften in Sparta mit dem Leben in anderen Poleis kontrastiert wird. Das erste Kapitel thematisiert die Rolle von Frauen und das Zeugen von Kindern. Kapitel zwei und drei beschreiben nacheinander die Erziehung der Kinder und der Jugend. Das vierte Kapitel beschreibt, wie die Spartanische Verfassung das Leben junger Männer regelt. Der von Xenophon verwendete Begriff hebóntes meint wohl Männer in einem Alter von 20 bis 30 Jahren. Im fünften Kapitel beschreibt Xenophon das allen Spartiaten, unabhängig vom Alter, vorgeschriebene, gemeinsamen Essens in den Syssitien.

### Kapitel

#### Elemente des Staatswesens
Die Kapitel 1 bis 11 beschreibt alle Elemente des Staatswesens, die sowohl in Friedens- als auch in Kriegszeiten Anwendung fanden. Als herausragendes Merkmal des spartanischen Staatswesen wird dabei der Gehorsam gegenüber Amtsträgern und den Gesetzen mehrfach deutlich unterstrichen. Dies führt Xenophon in Kapitel 8 darauf zurück, dass Lykurg die Mächtigen vor Verkündung der Gesetze mit eingebunden und ihnen durch Einrichtung des Ephorats eine Plattform zum Mitregieren gegeben habe.

#### Vorschriften der Kriegführung
Die Kapitel 11 und 12 befassen sich mit der Kriegführung und den Vorschriften zum Aufbau der Feldlager. Xenophon unterstreicht, dass die spartanische Schlachtordnung sehr einfach sei, aber von vielen als komplex angesehen werde. Wichtigstes Merkmal sei, dass die Befehle stets von den Männern der ersten Reihe gegeben würden. Die Feldlager würden, sofern keine natürlichen Landschaftsformen Vorteile versprächen, kreisförmig angelegt. Dabei gebe es eine Wache innerhalb des Lagers und Wachtposten außerhalb, um die Sicherheit der Spartaner zu gewährleisten. Kein Soldat darf sich von seinen Waffen und dem Lager so weit entfernen, dass er nicht innerhalb kürzester Zeit zur Stelle sein kann.

#### Der König im Feld
Kapitel 13 befasst sich mit der Rolle des jeweils kommandierenden Königs im Feld. Während des Marsches, sofern sich kein Feind zeige, marschiere der König stets vor dem Heer. Ausnahme bildeten nur die Skiritai (altgriechisch Σκιρἵται), eine insgesamt 600 Mann starke Einheit des spartanischen Heeres (es befänden sich aber jeweils nicht alle Skiritai auf einem Feldzug), und die Kundschafter. Während der Schlacht befinde sich der König zwischen zwei Abteilungen.

#### Verfall der Gesetze
Kapitel 14 beklagt dann den angeblichen Verfall der Gesetze (auch hierin besteht übrigens eine Parallele zur Kyrupädie). Hierfür werden zwei auffällige Anzeichen aufgeführt: zum einen der Umstand, dass einige Spartaner sich mittlerweile rühmten, Gold zu besitzen, zum anderen der Versuch einiger Spartiaten, als Harmost im Ausland zu leben. Manche Forscher vermuten, dass dieses Kapitel nach der totalen Niederlage der Spartaner bei Leuktra, 371 v. Chr., und dem Ende der spartanischen Hegemonie eingeschoben wurde. Da Xenophon diese noch als Zeitgenosse erlebte, könnte dieses Kapitel durchaus von ihm selbst verfasst sein, selbst wenn es nachträglich eingeschoben sein sollte. Die Position des Kapitels in der Schrift ist ungewöhnlich, denn Kapitel 15 geht nochmals auf die besondere Rolle der beiden Könige ein.